# 成海ひいな
成海 ひいな（なるみ ひいな、1995年7月4日 - ）は、日本の女性声優、歌手。茨城県出身。

## 経歴
高校時代より日本ナレーション演技研究所にて声優としてのレッスンを受け、大学時代には歌手としての活動を始める。
2017年に『ANIMAX MUSIX 2017 YOKOHAMA』のオープニングアクトオーディションにて受賞し、横浜アリーナのステージに立つ。
2018年に開催された『三社合同 声優☆所属オーディション』に合格し、BloomZに預かり所属となる。翌2019年12月31日をもって退所。
その後フリーランスとなり、2020年にはTVアニメ『超普通都市カシワ伝説R』の主題歌オーディションに合格。『おかしーわ！』をデジタルリリースする。
2024年には江崎グリコが販売するカプリコのTikTokプロモーション音源『カプリコ超変身』を歌唱。

## 人物
茨城大学教育学部卒業。幼稚園教諭第二種免許、小学校教諭第一種免許、中学校教諭第二種免許（社会）を所持しているほか、保育士資格も持つ。
好きなものはハロー!プロジェクトのアイドルで、大学時代は茨城大学ハロプロ研究会に所属していた。2018年にNHKのど自慢に出場した際には、モーニング娘。本人の前で『マジですかスカ！』を披露した。
また、F1好きも公言している。

## 出演

### テレビアニメ
- 超普通シリーズ（2020年 - 2024年、橘ひかり）- 2シリーズ

### 吹替
- ディリリとパリの時間旅行（2018年、子ども）
- バブル・バス・ベイ（2023年、子どもヨット）
- 配信犯罪（2023年、女）

### ナレーション
- 「トーラムオンライン」Web CM

### オーディオブック
- 東海十二刻（2020年、なみ）
- 13歳からのアート思考（2021年、生徒）

### コンサート・イベント
- 新春！ファンタジーフェスティバル2017（2017年1月1日、秋葉原UDX4F UDX GALLARY）
- JOYSOUND MAX PARTY（2017年6月29日、TSUTAYA O-EAST）
- ANIMAX MUSIX 2017 YOKOHAMA（2017年11月23日、横浜アリーナ）